# 石清水八幡宮
石清水八幡宮（いわしみずはちまんぐう）は、京都府八幡市八幡高坊にある神社。旧称は男山八幡宮。
二十二社（上七社）の1つで、伊勢神宮（三重県伊勢市）とともに二所宗廟の1つ。旧社格は官幣大社で、現在は神社本庁の別表神社。
宇佐神宮（大分県宇佐市）・筥崎宮（福岡市東区）または鶴岡八幡宮（神奈川県鎌倉市）とともに日本三大八幡宮の1つ。また宮中の四方拝で遥拝される神社の1つである。本殿を含む建造物10棟が国宝に指定されている。

## 概要
平安時代前期の貞観年間に大安寺僧の行教が宇佐神宮（大分県宇佐市）から勧請した神社で、京都の南南西の男山（鳩ヶ峰、標高143メートル）山上に鎮座された。創建年については『元亨釋書』や『石清水遷座縁起』などでは貞観元年（859年）、『類聚国史』などでは貞観2年（860年）としている。行教は貞観元年に宇佐八幡宮で八幡大菩薩のお告げを受け、それを朝廷に報告し、清和天皇の命を受けて貞観2年に八幡造りの社殿が造営されたともいわれる。
都の近くに創建されたことから朝廷の尊信を受けて、賀茂神社、松尾大社、春日大社などと同等の待遇を受けるようになった。さらに平安末期には白河天皇の殊遇を受け、伊勢神宮とともに二所の宗廟として崇敬されるようになった。
また、平安京においては北東側の鬼門を守護する延暦寺に対し、南西側の裏鬼門を守護する神社として位置づけられた。八幡神を氏神とする源氏の崇敬を受け、特に源義家は当社で7歳の時に元服し「八幡太郎義家」を名乗った。そのため武神として信仰され、源氏の広がりとともに壺井八幡宮・鶴岡八幡宮など、当社から各地に八幡宮が勧請された。
石清水八幡宮は僧侶を中心に創建され、当初から宮寺形式をとり、境内の神宮寺である護国寺と一体とされるだけでなく、その要職は創建時から僧行教の系統である紀氏一統が長きにわたり務めた。往時は多くの堂宇が所在し山麓も壮大であり、その様子は山麓の社殿である高良神社を八幡宮と勘違いしたという『徒然草』の話で知られる。その後、幕末から明治維新にかけて神仏分離で仏式は排除され仏堂や仏塔は姿を消した。仏式で行われていた放生会もまたその際に「石清水祭」と名を変えたが、現在も同祭は大祭として葵祭・春日祭とともに日本三大勅祭の1つに数えられる。
2012年（平成24年）1月の官報告示で境内は国の史跡に指定され、大きく分けて本宮のある山上の上院と、頓宮や高良神社のある山麓の下院とから成る。また、本社10棟の建物が国宝に指定されている。「やわたのはちまんさん」と呼ばれ親しまれている。

## 祭神
祭神は次の3柱。3神は「八幡三所大神」「八幡大神」等と総称される。
- 中御前：誉田別命 （ほんだわけのみこと）
第15代応神天皇の本名。
- 西御前：比咩大神 （ひめおおかみ）
宗像三女神、すなわち多紀理毘売命（たぎりびめ）、市寸島姫命（いちきしまひめ）、多岐津比売命（たぎつひめ）の3柱を指す。
- 東御前：息長帯姫命 （おきながたらしひめのみこと）
神功皇后の本名。

## 歴史
貞観元年（859年）に南都大安寺の僧行教（空海の弟子）が豊前国、宇佐神宮にて受けた「われ都近き男山の峯に移座して国家を鎮護せん」との神託により、翌貞観2年（860年）清和天皇が石清水寺（現・摂社石清水社）の境内に社殿を造営したのが創建とされる。
「石清水」の社名は男山の中腹から湧き出ている"石清水"からといわれている。
鎌倉時代の『宮寺縁事抄』によると男山には石清水八幡宮の創建前に「石清水寺」があったという。石清水八幡宮境内からは創建年代以前の瓦が複数発見されている。
また、元々男山の麓に鎮座していたのは和気氏の氏寺であった神願寺（和気清麻呂の墓があったと伝わる）であったが、空海ゆかりの高雄山寺を神護寺に改めて新たな氏寺にした際に元の神願寺に八幡神を勧請することで新たな位置付けを与えようとして行教や清和天皇の後見人である藤原良房に働きかけたとする説もあるが、神願寺の位置については諸説あるために現時点では可能性に留まる。
石清水八幡宮が創建されると薬師如来を本尊とする石清水寺はその神宮寺となり、貞観4年（862年）名称を護国寺と改めてより神仏習合の度合いを増していった。
天慶2年（939年）、伊勢神宮に次いで奉幣される地位を得、伊勢神宮と並んで「二所宗廟」と称されるようになる。皇室・朝廷からは、京都の南西の裏鬼門を守護する王城守護鎮護の神、王権・水運の神として篤く崇敬され、天皇・上皇・法皇などの行幸啓は250余を数える。
延久元年（1069年）後三条天皇の発した延久荘園整理令により停止され、所有していた34か所のうち13か所の荘園を失う。
平安時代には神仏習合が進み、宮寺として「石清水八幡宮護国寺」と称するようになっていく。白河法皇によって天永2年（1111年）には真言宗形式の塔「大塔」が建立され、翌天永3年（1112年）には天台宗形式の塔「宝塔院宝塔（琴塔）」が建立されたとされている。
また、東寺（教王護国寺）・清水寺・比叡山延暦寺・仁和寺・鹿苑寺（金閣寺）・慈照寺（銀閣寺）・相国寺・大安寺など多くの寺院と深い関係を持った。
中世以降は勧請元の宇佐神宮に代わって、伊勢神宮と並び二所宗廟の1つに数えられる。また清和源氏の足利氏・徳川氏・今川氏・武田氏などの源氏諸氏族から氏神として崇敬されたため、武神・弓矢の神・必勝の神とされた。これら源氏によって、当社の分霊は源頼義による壺井八幡宮や頼義・頼朝による鎌倉の鶴岡八幡宮など、数多くの八幡宮に勧請された。また伊勢平氏も当社を重んじ、平正盛の造営の功や平清盛ら伊勢平氏の臨時祭での演舞が知られる。
慶長年間（1596年 - 1615年）には境内の建物が豊臣秀頼によって修復されたり、再建が行われたりしている。慶長10年（1603年）に大塔が、慶長11年（1604年）に宝塔院宝塔（琴塔）が、慶長12年（1605年）に阿弥陀堂がそれぞれ秀頼によって再建されている。
江戸時代まで護国寺や極楽寺、弁天堂をはじめ「男山四十八坊」と呼ばれる塔頭・宿坊が参道に軒を連ねたといい、寛永の三筆である松花堂昭乗も当社に仕える社僧であったことが知られる。豊蔵坊は将軍家の祈願所とされ、東照大権現（徳川家康）像が祀られていた。
慶応4年（明治元年・1868年）3月12日に明治政府の神仏分離令により、神号を「八幡大菩薩」から「八幡大神」と改め、社号は1869年（明治2年）8月に「男山八幡宮」に改称した。
当宮の神仏分離・廃仏毀釈は当宮の神職であった森本信徳と谷村光訓の2人が中心となって進められ、同年には神宮寺であった護国寺は廃寺とされた。護国寺住職の道基は護国寺本尊の薬師如来像と十二神将像を淡路島の東山寺に移している。八幡宮本殿に置かれていた本尊・僧形八幡神坐像、観音堂の千手観音像、愛染堂の愛染明王像、極楽寺の本尊・阿弥陀三尊像、そして八幡宮の旧社殿は男山の東山麓にある善法律寺に移されている。
また、豊蔵坊にあった東照大権現像は京都の等持院に移された。そして、仏教の建物である大塔と宝塔院宝塔（琴塔）は解体され、阿弥陀堂（元禄11年（1698年）再建。享保年間（1716年 - 1736年）に改修）は1870年（明治3年）に正法寺の飛び地境内であった西車塚古墳の後円部上に移築された。
1871年（明治4年）に近代社格制度において官幣大社に列する。1883年（明治16年）には勅祭社となっている。
1918年（大正7年）1月、社名を「石清水八幡宮」へ復し、現在に至っている。
1948年（昭和23年）に神社本庁の別表神社に加列されている。

## 境内

### 上院（山上）
社殿は「八幡造」と呼ばれる独特の構造である。楼門から奥へと舞殿・幣殿・本殿が続き、いずれも国宝に指定されている。
- 本殿 - 内殿と外殿からなっている。その双方の軒が接する所には天正8年（1580年）8月に織田信長が奉納した「黄金の樋」が設けられている。貞観元年（859年）に清和天皇の勅命で建立されて以来幾度も焼失し、造営14度・修理17度に及んでいる。なお、内殿と外殿に分かれているのは、これは神が昼は外殿に、夜は内殿に遷られるとされることによる。
  - 内殿（国宝） - 後殿とも呼ばれる。寛永11年（1634年）に徳川家光によって再建。
  - 外殿（国宝） - 前殿とも呼ばれる。寛永11年（1634年）に徳川家光によって再建。
- 幣殿（国宝） - 寛永11年（1634年）に徳川家光によって再建。
- 舞殿（国宝） - 寛永11年（1634年）に徳川家光によって再建。
- 東門（国宝） - 寛永11年（1634年）に徳川家光によって再建。
- 西門（国宝） - 寛永11年（1634年）に徳川家光によって再建。蟇股に施されている彫刻「目貫きの猿」は左甚五郎の作という。この猿が夜になると抜け出して山麓の畑を荒らすというので、動かなくするために猿の右目に釘が打ちつけられたという。
- 廻廊（国宝） - 寛永11年（1634年）に徳川家光によって再建。廻廊の東北部分は鬼門であるために鬼門封じとして土台の石垣が切り取られた造りとなっている。
- 楼門（国宝） - 寛永11年（1634年）に徳川家光によって再建。
- 築地塀 - 織田信長が奉納した土塀で「信長塀」と呼ばれている。
- 西総門（重要文化財） - 江戸時代前期の再建。
- 校倉（宝蔵、京都府指定有形文化財） - 江戸時代中期の再建。
- 北総門（重要文化財） - 江戸時代前期の再建。
- 東総門（重要文化財） - 江戸時代前期の再建。
- 楠木正成奉納の大楠（京都府指定天然記念物） - 楠木正成が建武元年（1334年）に奉納した7本の内の1本。
- 神楽殿
- 勤番所
- 授与所
- 廻廊
- 南総門 - 1938年（昭和13年）再建。

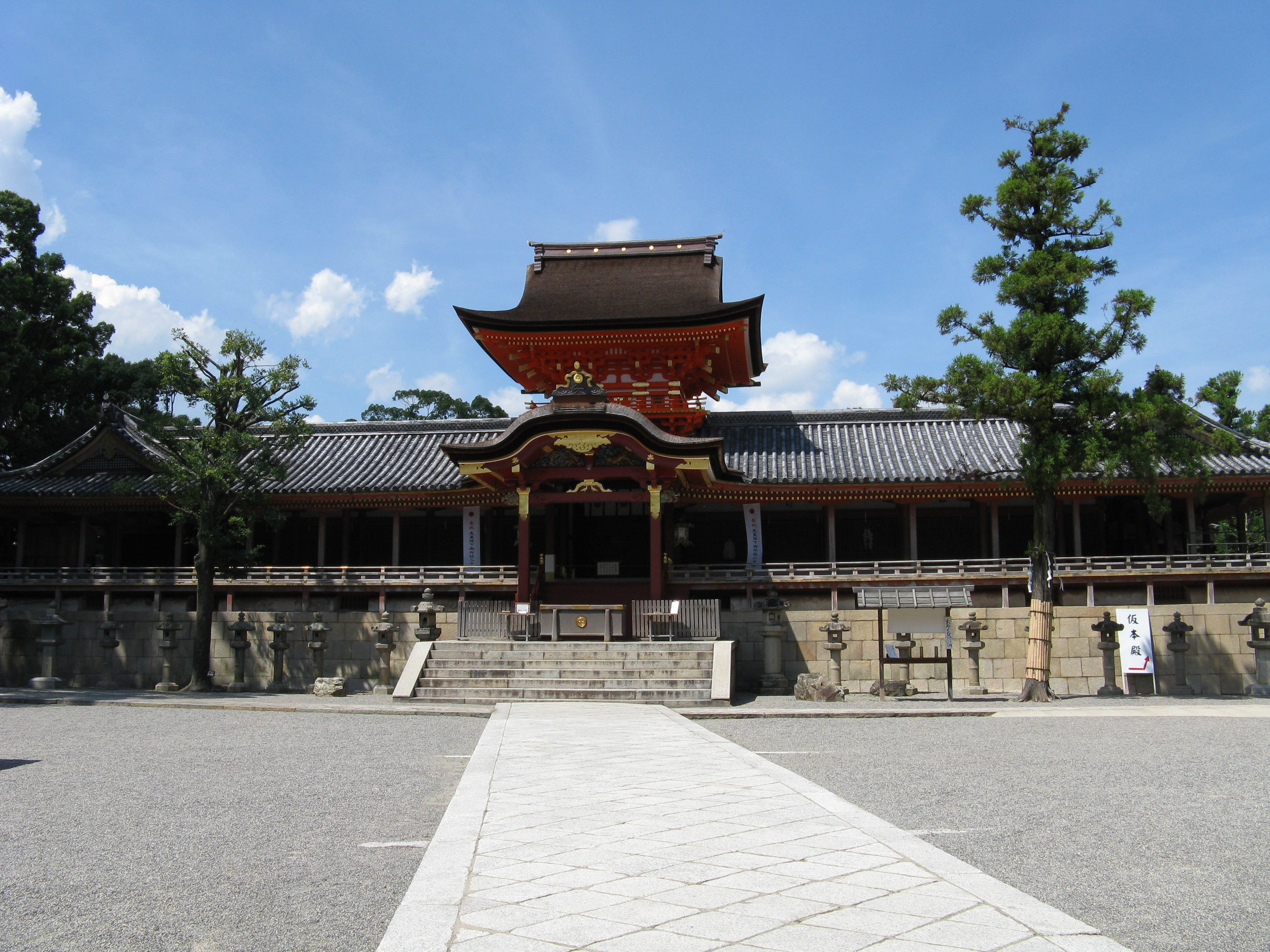
上院社殿（国宝） 社殿は南面し、参道は斜めに接続。
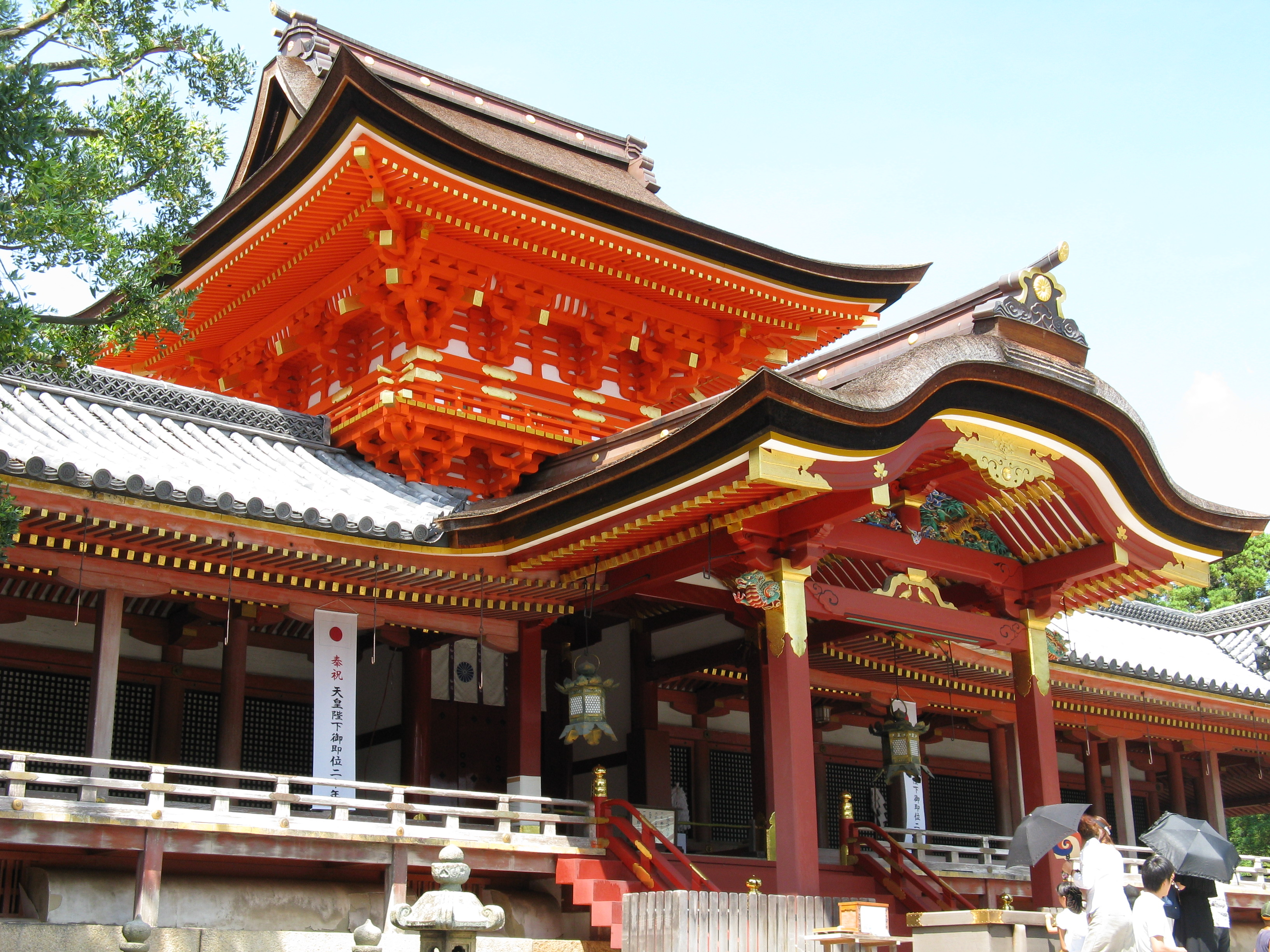
楼門（国宝）
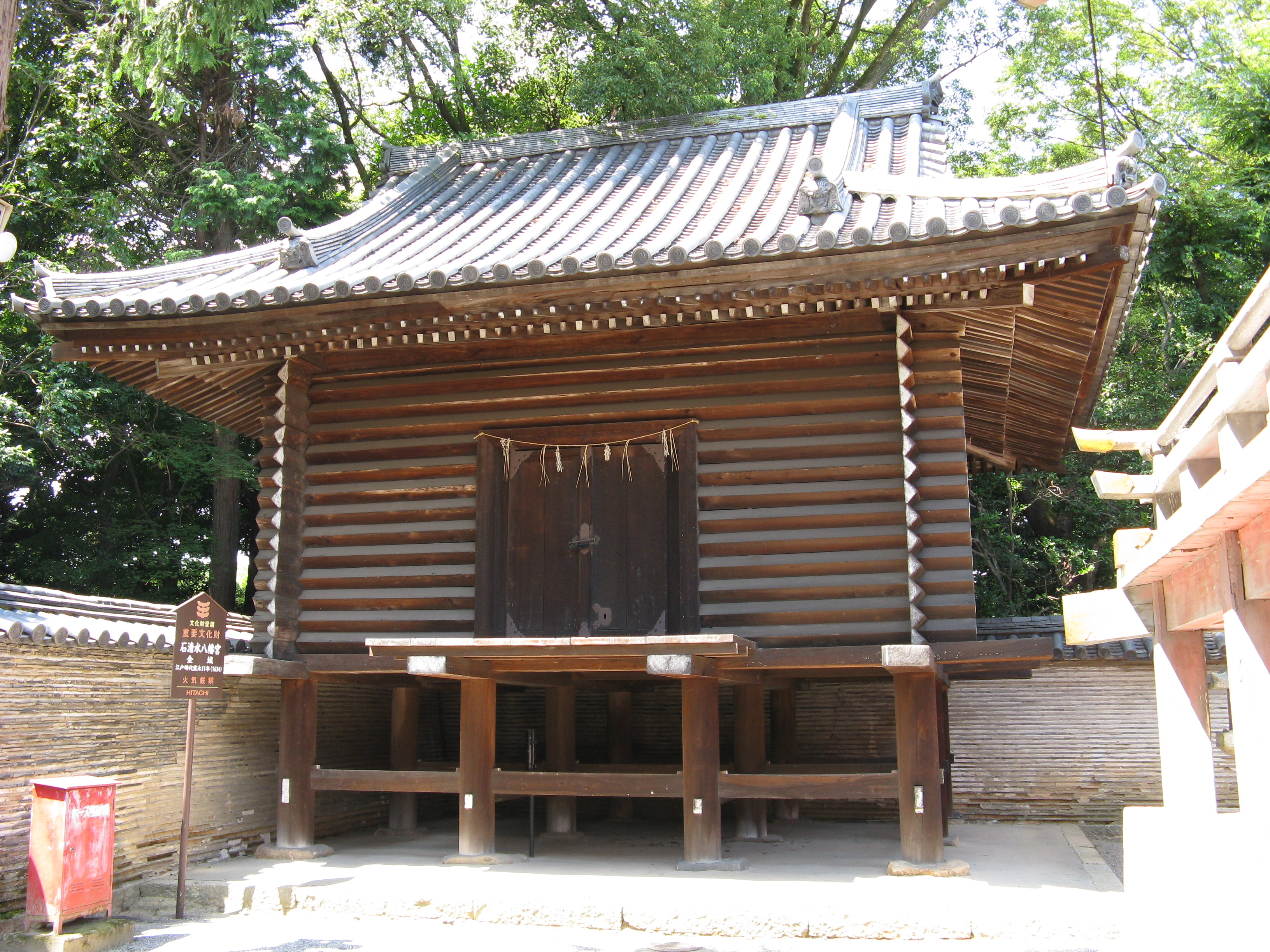
校倉（京都府指定文化財）
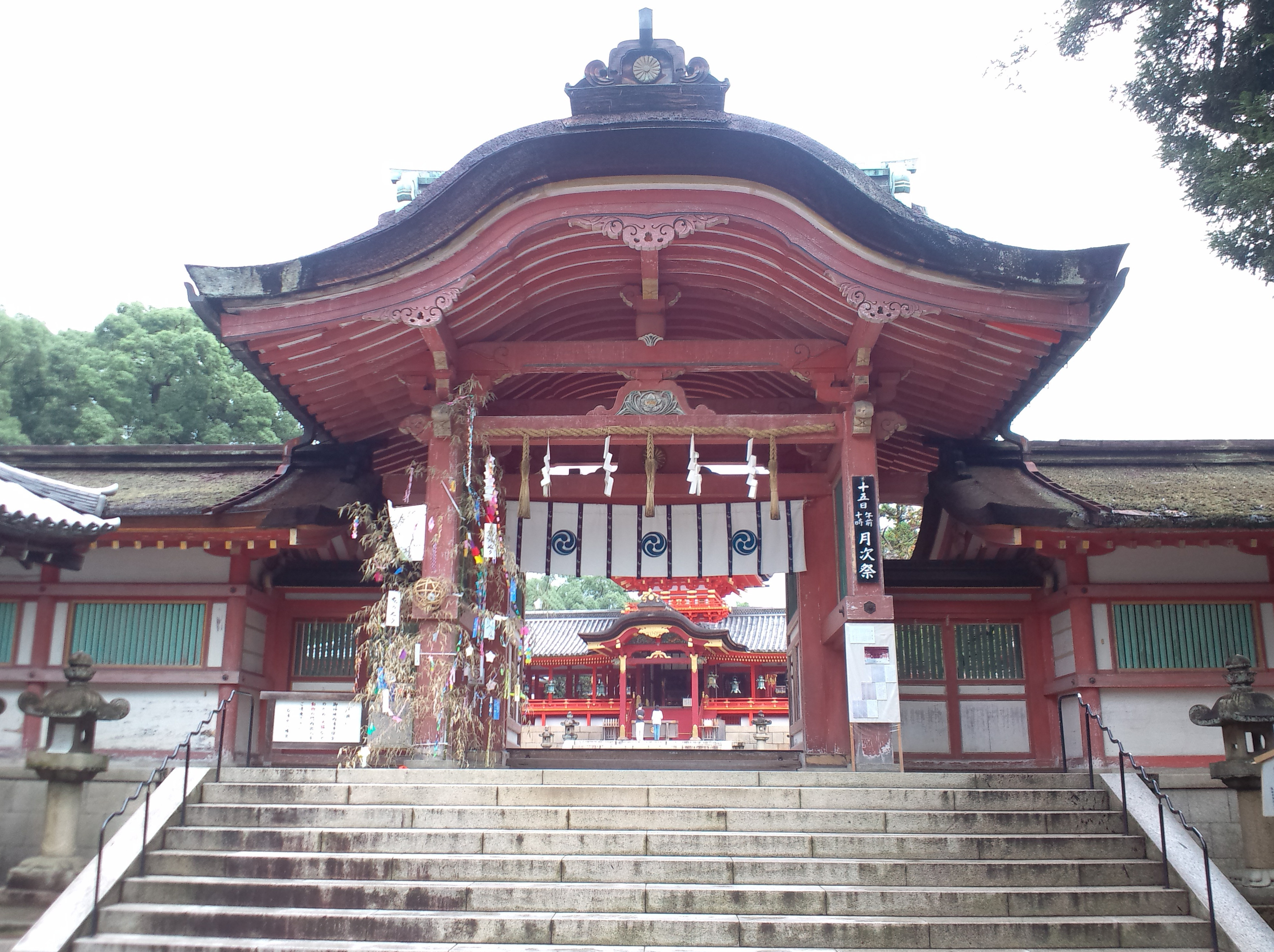
南総門
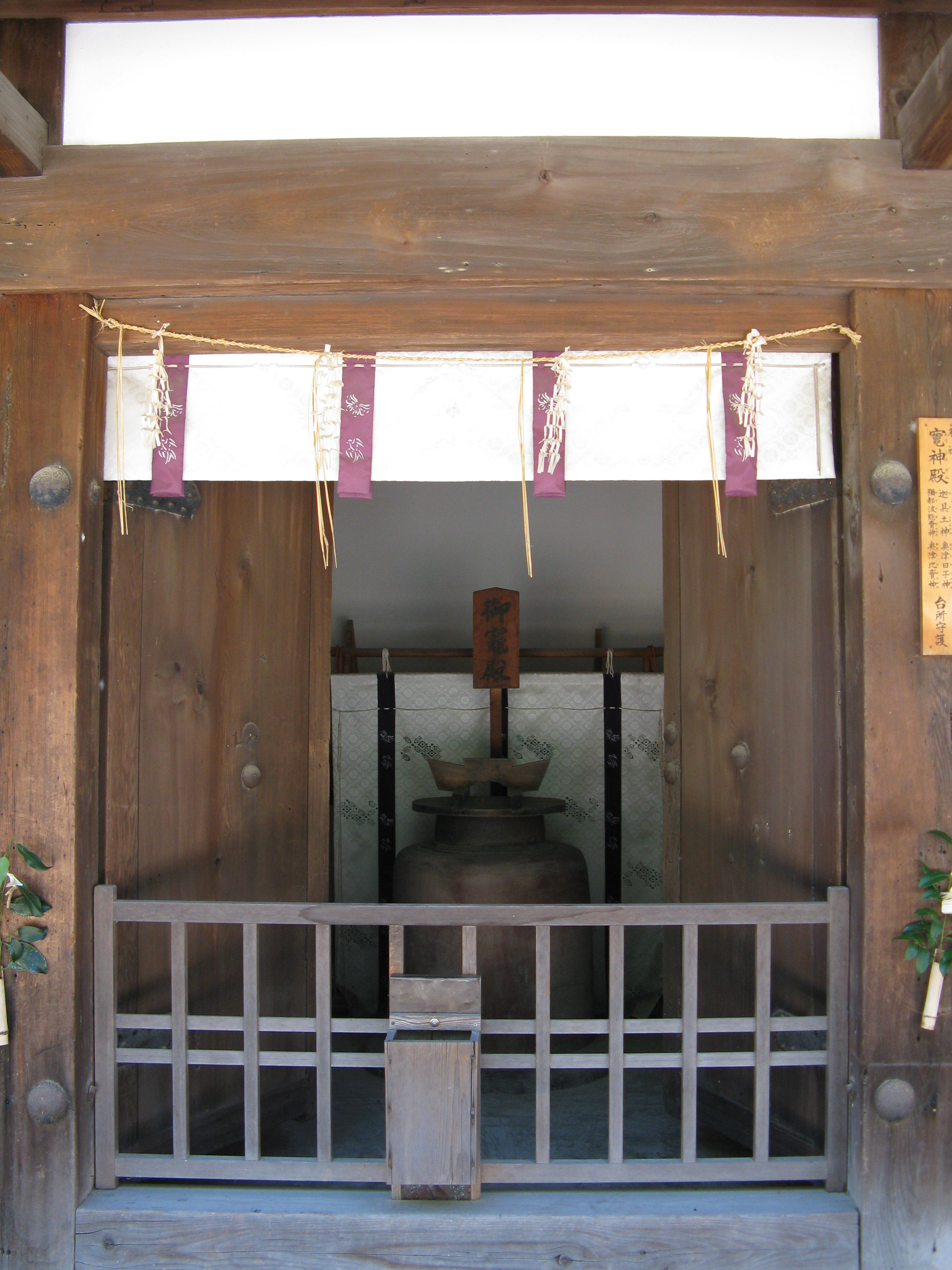
竈神殿
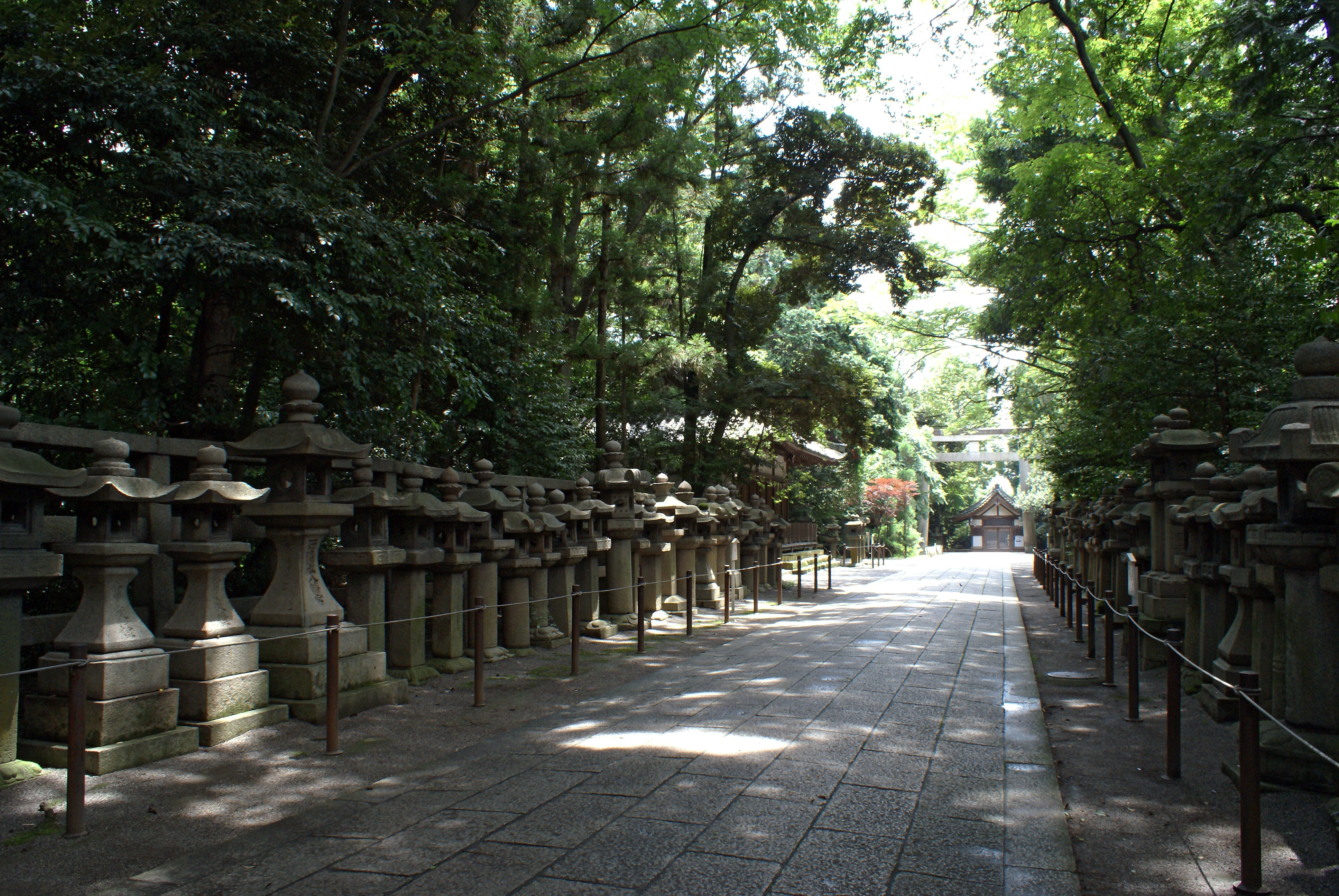
上院参道の石灯籠群

### 山上から参道
- 供御所 - 慶長2年（1597年）再建。
- 社務所
- 書院
- 書院石庭 - 1952年（昭和27年）に重森三玲によって作庭された。
  - 石灯籠（重要文化財）
- 御羽車舎 - 羽車2基が納められている。もとは慶長年間（1596年 - 1615年）に淀殿によって再建された経蔵である。
- 御鳳輦舎 - 鳳輦が3基納められている。
- 一ツ石 - 勝負石、百度石とも呼ばれる。かつて南総門の下には「五ツ石」があり、一ツ石は走馬・競馬の出発点とされ、五ツ石はその終点とされた。
- 庭園「鳩峯寮の庭」 - 1966年（昭和41年）に重森三玲によって作庭された。1961年（昭和36年）9月16日の第二室戸台風で倒壊した三の鳥居の石材が用いられている。
- 参道 - 約100メートルの参道に約400基の石灯籠が並ぶ。
- 神馬舎 - 1959年（昭和34年）再建。
- 青少年文化体育研修センター - 1931年（昭和6年）以降に昭和大礼で掌典部員詰所として使われた建物が集会所として移築されたが、1984年（昭和59年）以前に取り壊され現在の建物が建てられた[13][14]。
- 大塔跡 - 真言宗の大塔形式で建てられていた大塔は、慶長10年（1603年）に豊臣秀頼によって再建されたが、明治時代になって解体された。その大きさは根来寺の大塔とほぼ同じくらいのものであった。
- 供御井
- 八角堂（阿弥陀堂）跡 - 阿弥陀堂は慶長12年（1605年）に豊臣秀頼によって再建されたが老朽化し、元禄11年（1698年）に再建された。享保年間（1716年 - 1736年）には正方形の阿弥陀堂の四隅を切って八角堂に改修されている。1870年（明治3年）に正法寺の飛び地境内であった西車塚古墳の後円部上に移築された。現在は八角堂と西車塚古墳は八幡市の所有となっている。
- 涌峯塔 - 給水塔も兼ねている。
- 茶室「鳩峯庵」
- 雄徳山茶園（おとこやまちゃえん）
- エジソン記念碑 - 1934年（昭和9年）に建立され、1958年（昭和33年）に現在地に移されて1984年（昭和59年）に建て替えられた[15]。
- 青少年文化体育センター体育館「楠峯館」
- 池
- 地蔵堂
- 京阪電車鋼索線ケーブル八幡宮山上駅
- 十三重石塔 - 展望台に建てられている。
- 男山四十八坊の坊社跡の石垣
- 宝塔院宝塔（琴塔）跡 - 天台宗の大塔形式で建てられていた宝塔は、慶長11年（1604年）に豊臣秀頼によって再建されたが、明治時代になって解体された。その後、基壇の中央を削って参道が作られたが、現在も礎石が残っている。
- 伊勢神宮遥拝所
- 石清水井 - 石清水社の横にある。男山名水の一つ。この地に護国寺の前身である石清水寺が建てられていた。井戸の上には神水舎（京都府指定有形文化財）が建てられている。明神鳥居（京都府指定有形文化財）は寛永13年（1636年）に京都所司代・板倉重宗による寄進。境内に完全な形で残る鳥居としては最古のものである。
- 松花堂跡（国指定史跡） - 草庵「松花堂」は、寛永14年（1637年）12月に昭乗（後の松花堂昭乗）によって泉坊の一角に建てられた草庵である。明治時代になり、草庵「松花堂」と書院は男山南方に移築された。現在そこは「松花堂庭園・美術館」となっている。

### 下院（山麓）
山麓には主要社殿として頓宮が鎮座する。この頓宮は祭事における神輿の待機所で、他の神社での御旅所に相当する。
- 頓宮殿 - 鳥羽・伏見の戦いで焼失した後、男山四十八坊の一つである岩本坊の神殿を移築して仮宮としていたが、1915年（大正4年）に再建された。
- 斎館 - もとは元慶2年（878年）に創建された極楽寺があった。1916年（大正5年）以降に大正大礼で大嘗宮付属掌典詰所として使われた建物が移築された[16]。共に移築された北側別棟の湯殿や厠は1931年（昭和6年）以降に昭和大礼で掌典部員詰所として使われた建物に取り換えられた[13]。
- 北門 - 1928年（昭和3年）に昭和大礼で興春殿の正門として使われた門を移築したもの。
- 黒門
- 廻廊 - 1969年（昭和44年）再建。
- 南門 - もとは山上の南総門。1939年（昭和14年）に現在地に移築した。
- 筒井 - 寛延2年（1749年）造。男山名水の一つ。
- 放生池
- 一の鳥居 - 八幡鳥居の形式である。銅製の額「八幡宮」は、一条天皇の勅により藤原行成が書いたものを松花堂昭乗が元和5年（1619年）に書写し、打ち出したものとされる。「八」の字は、向かい合った二羽の鳩が顔を外に向けた形に作られている。
- 五輪塔（航海記念塔、重要文化財） - 高さ6メートルにもなる日本最大級の巨大な五輪塔。宋と貿易をしていた尼崎の商人が当社に祈ったところ海難を逃れた、その御礼と感謝のために建立したとされる。
- 藤井 - 高良神社の横にある。男山名水の一つ。
- 頼朝松 - 建久6年（1195年）5月に源頼朝が当社に参拝した際、6本の松を奉納した。そのうちの1本は残っていたが、1947年（昭和22年）に落雷によって焼失した。現在の松は1955年（昭和30年）に奉納された2代目である。

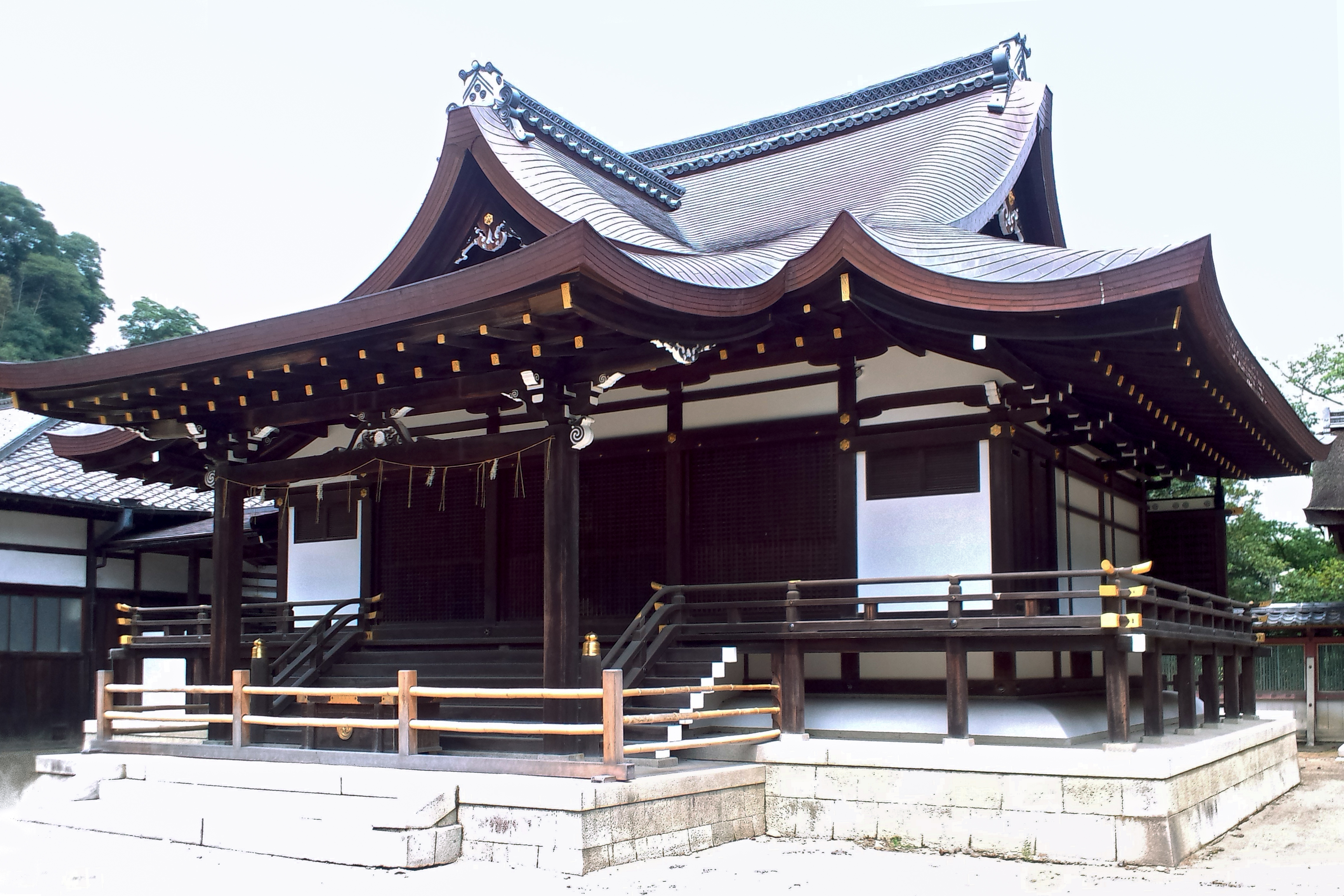
頓宮
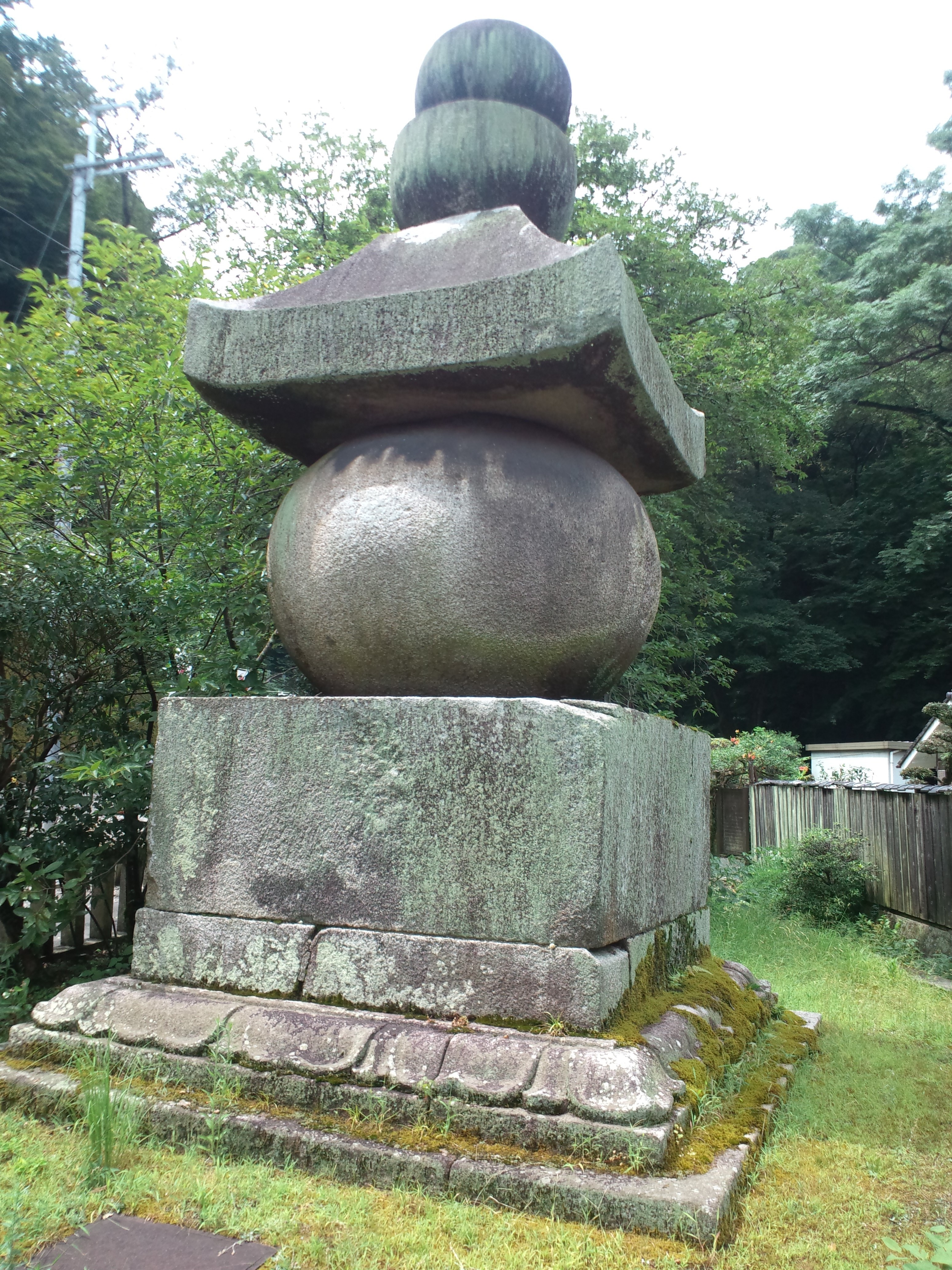
五輪塔（重要文化財）
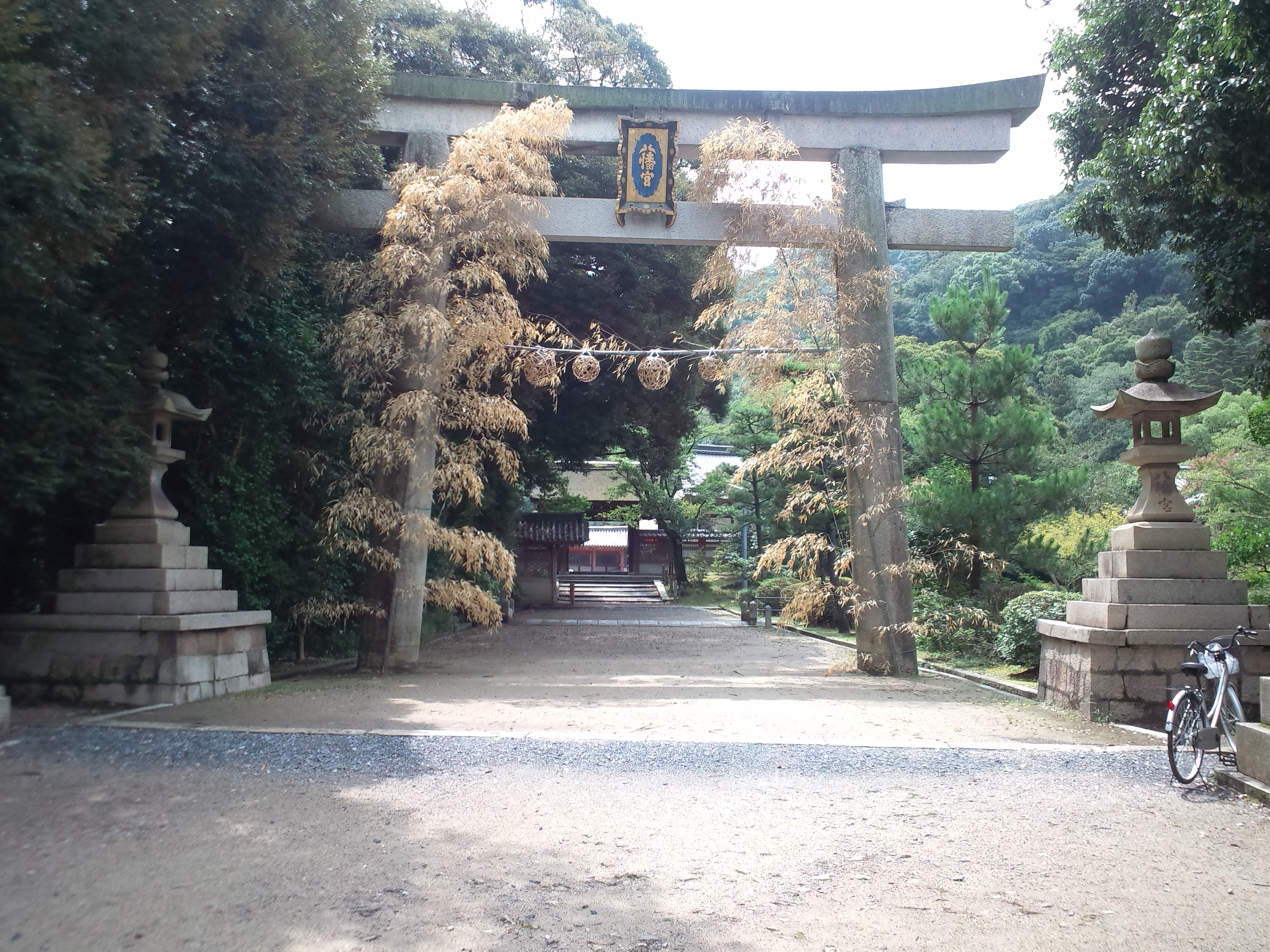
一の鳥居

## 摂末社
- 武内社（国宝） - 祭神：武内宿禰命。他の摂末社は本宮周囲にあるが、武内社のみ本宮内にある。
- 広田社 - 祭神：天照大御神
- 生田社 - 祭神：稚日女命
- 長田社 - 祭神：事代主命
- 住吉社（重要文化財） - 祭神：底筒男命、中筒男命、表筒男命。江戸時代前期の再建。
- 一童社 - 祭神：磯良命
- 貴船社 - 祭神：高龗神
- 龍田社 - 祭神：級津彦命、級津媛命
- 若宮社（重要文化財） - 祭神：仁徳天皇。江戸時代前期の再建。
- 若宮殿社（重要文化財） - 祭神：応神天皇の皇女。江戸時代前期の再建。
- 気比社 - 祭神：氣比大神（伊奢沙別命）
- 水若宮社（重要文化財） - 祭神：宇治稚郎子命
- 高良神社 - 1879年（明治12年）再建。創建は貞観2年（860年）。
  - 拝殿
- 大扉稲荷社 - 文政12年（1829年）建立。
- 石清水社（京都府指定有形文化財） - 祭神：天之御中主神。石清水の横にある。
- 水分社 - 祭神：國之水分神
- 三女神社 - 祭神：宗像三女神
- 竈神殿 - 供御所の中にある。
- 狩尾神社（とがのおじんじゃ、重要文化財） - 祭神：天照大御神、大己貴命、天児屋根命。本社西方の飛地境内に建つ。
- 相槌神社 - 山麓にあるが石清水八幡宮の摂末社ではなく地元が管理している神社である。

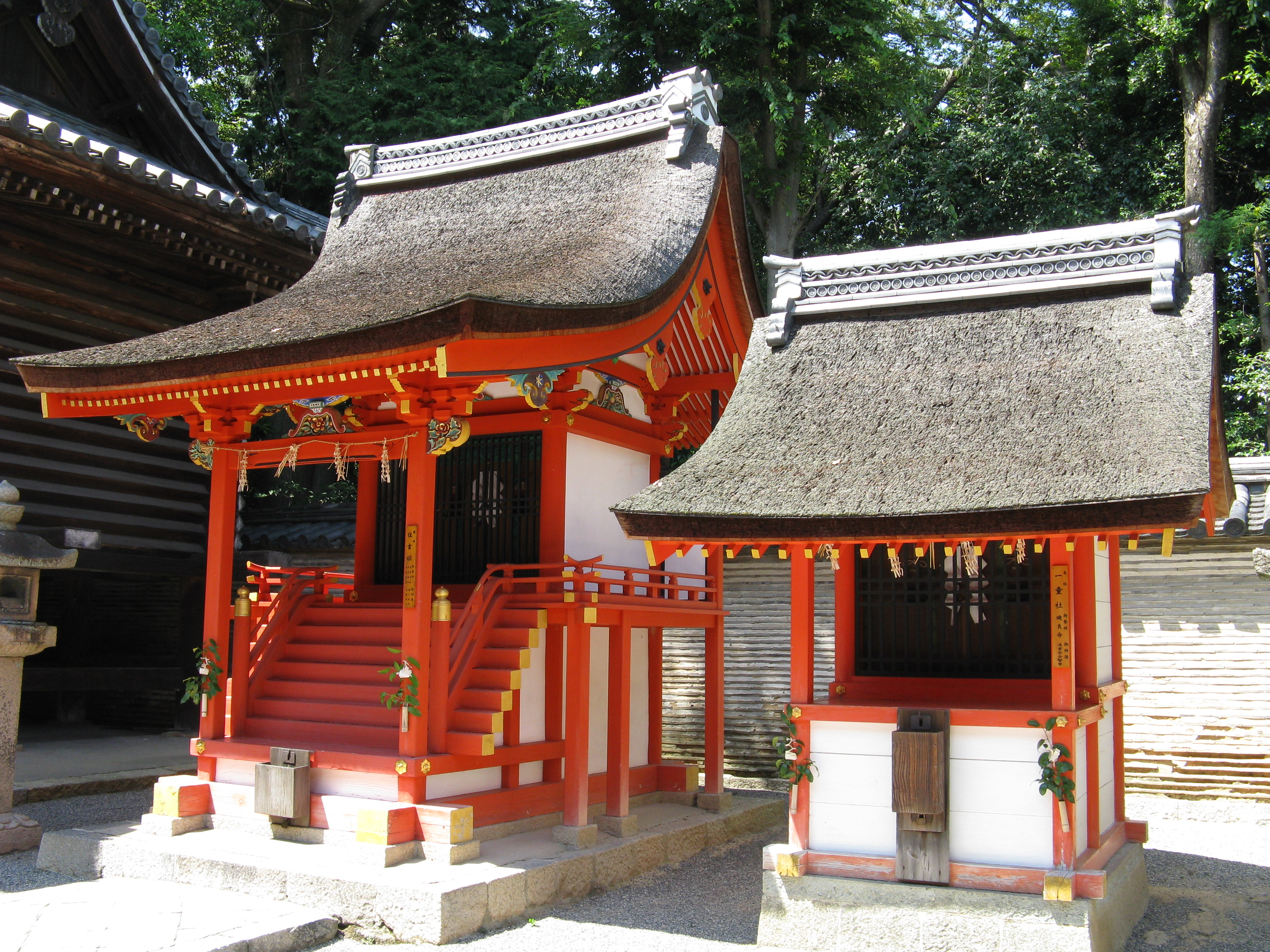
住吉社（左、重要文化財）と一童社
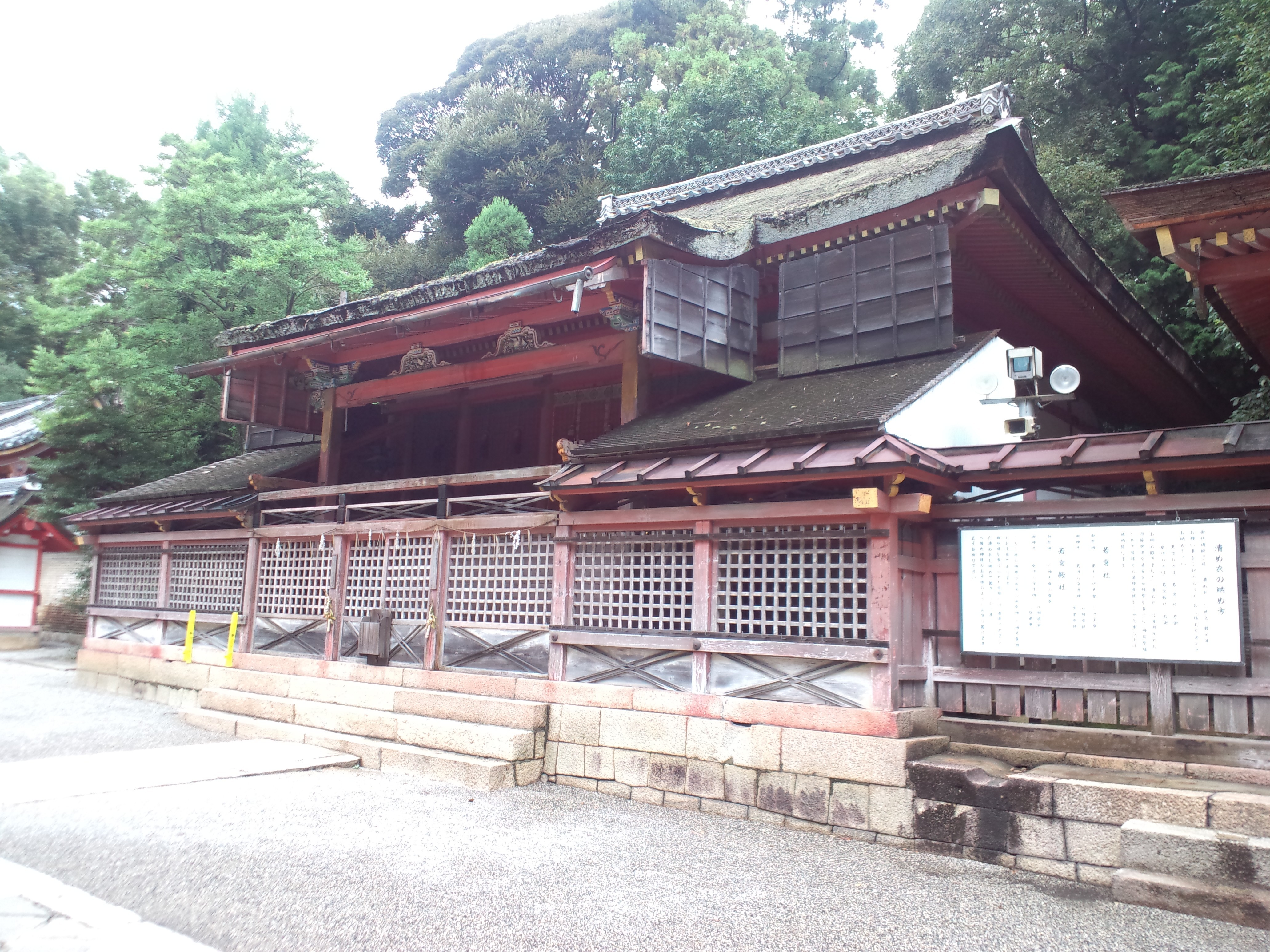
若宮社（重要文化財）
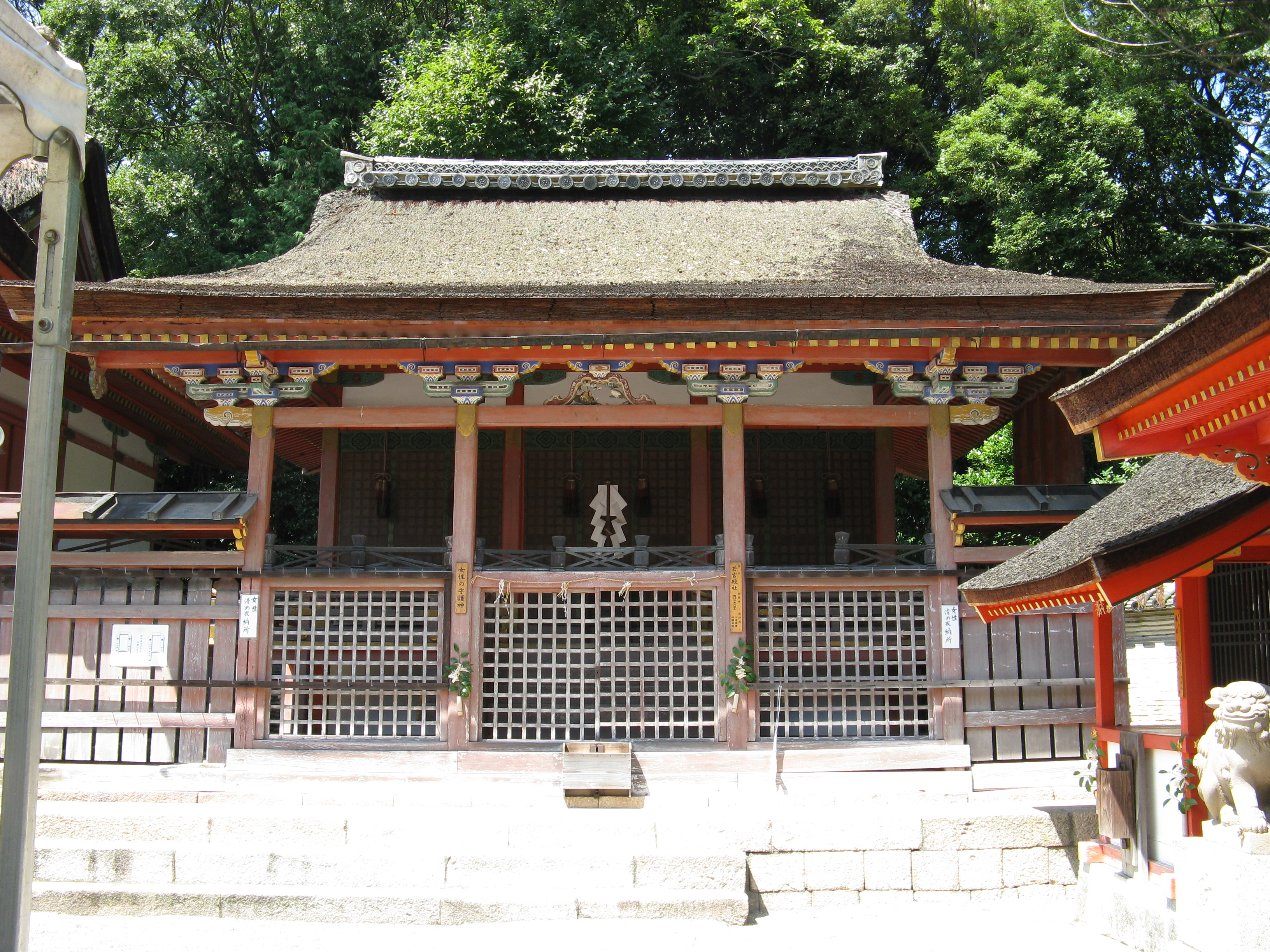
若宮殿社（重要文化財）
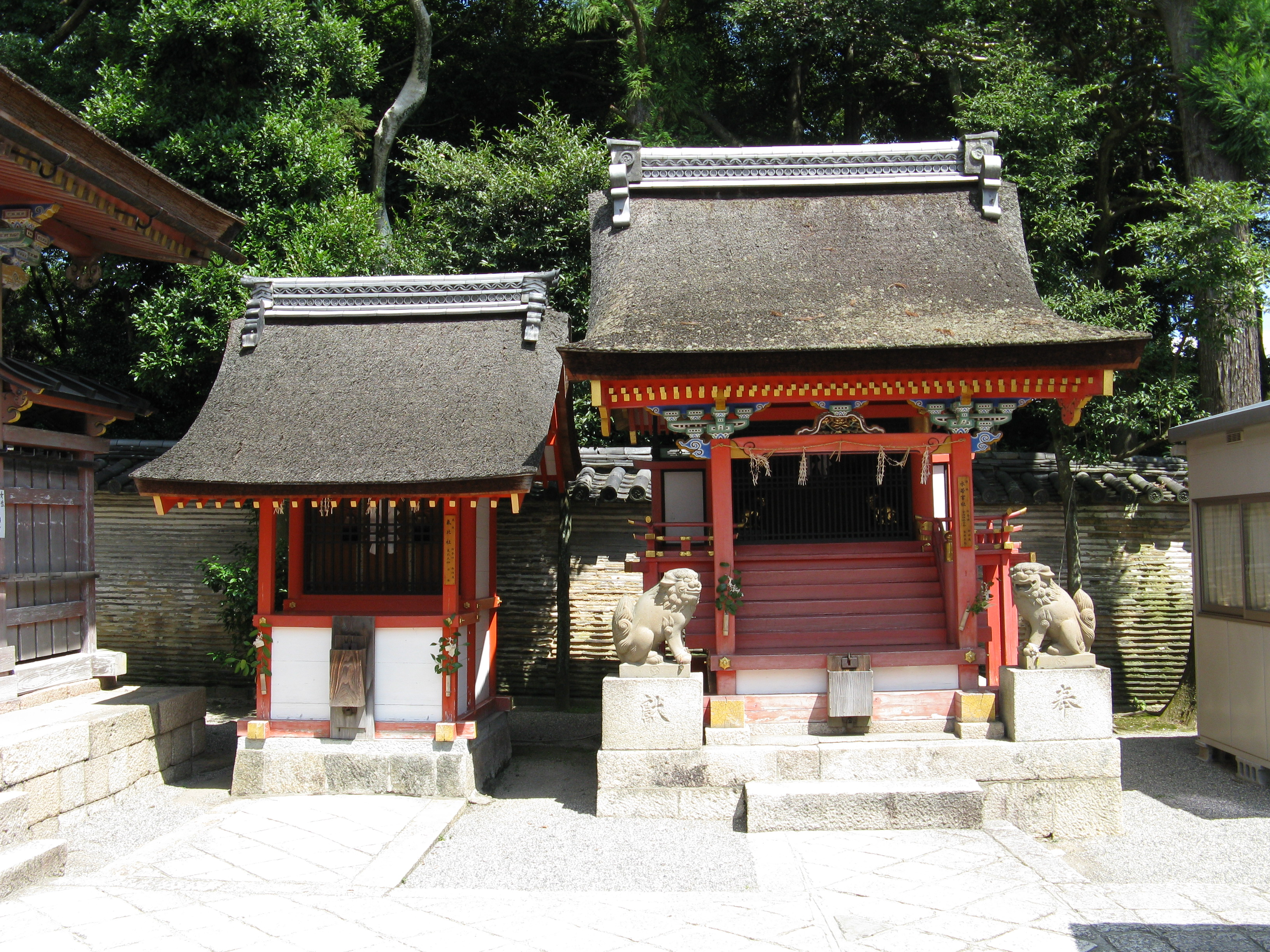
気比社（左）と水若宮社（重要文化財）
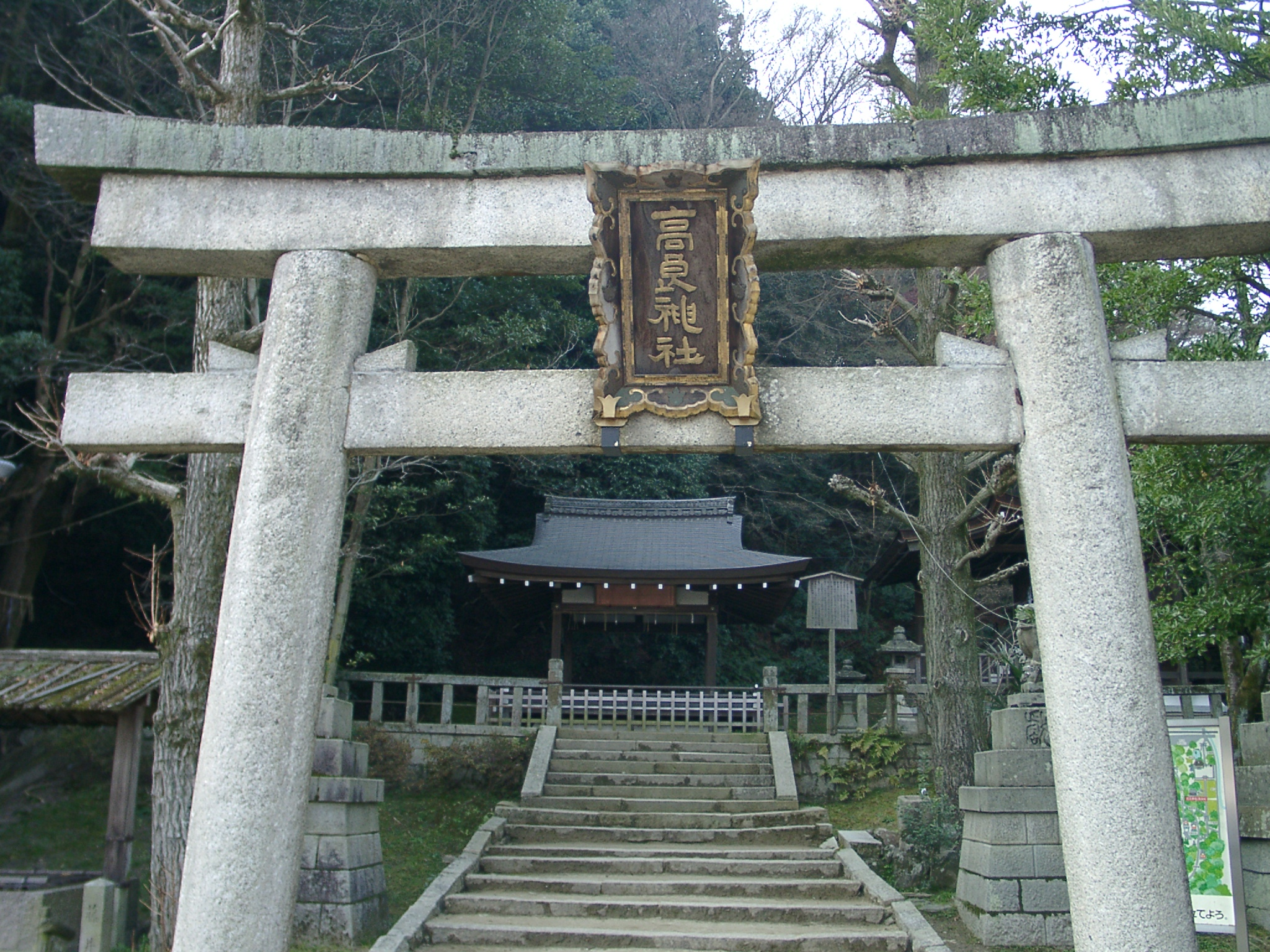
高良神社（鳥居）
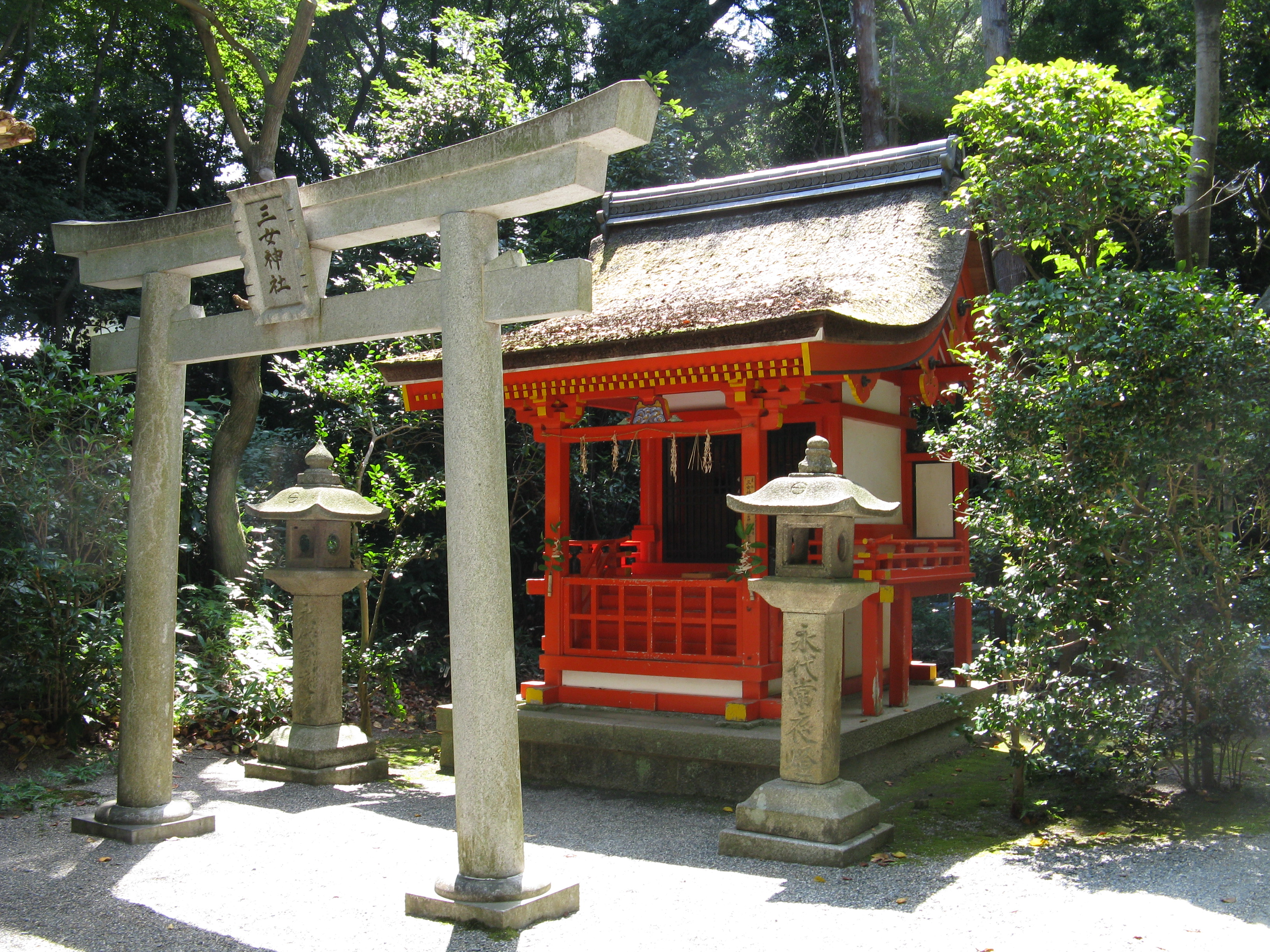
三女神社

## 祭事
石清水八幡宮で1年間に行われる祭事は次の通り。これらのうち9月15日の例祭は特に「石清水祭」と称され、葵祭・春日祭とともに日本三大勅祭の1つに数えられている。なお、この祭は神仏習合時代には「放生会」と称されていた。
- 1月
  - 若水神事、歳旦祭 （1月1日）
  - 元始祭 （1月3日）
  - 厄除大祭 （1月15日-19日）
  - 青山祭 （1月18日）
- 2月
  - 鬼やらい神事 （節分前日曜日）
  - 湯立神事 （2月1日・3日）
  - エジソン生誕祭 （2月11日）
  - 祈年祭 （2月17日）
  - 初卯祭 （旧暦2月初卯日）
- 3月
  - 春季皇霊祭遥拝 （春分日）
  - 石清水灯燎華 （3月3日-5日 ）
- 6月
  - 夏越大祓（水無月大祓、6月30日）
- 9月
  - 石清水祭 （9月15日）
  - 秋季皇霊祭遥拝 （秋分日）
- 10月
  - 神嘗奉祝祭・神嘗祭遥拝 （10月17日）
- 11月
  - 新嘗祭 （11月23日）
- 12月
  - 年越大祓・除夜祭 （12月31日）

## 文化財

### 国宝
建造物
- 石清水八幡宮本社 10棟[18][19]
  - 本殿（内殿及び外殿）
  - 摂社武内社本殿
  - 瑞籬（門2所及び閼伽棚付属）
  - 幣殿及び舞殿
  - 楼門
  - 東門
  - 西門
  - 廻廊3棟（楼門東門間、楼門西門間、背面）
  - 附：棟札3枚

### 重要文化財
建造物
- 石清水八幡宮 8棟[20]
  - 摂社若宮社本殿
  - 摂社若宮殿社本殿
  - 摂社水若宮社本殿
  - 摂社住吉社本殿
  - 東総門
  - 西総門
  - 北総門
  - 摂社狩尾社本殿
- 石清水八幡宮五輪塔 1基

美術工芸品
- 石燈籠 - 鎌倉時代、永仁三年（1295年）銘
- 木造童形神坐像 4躯[21]
- 石清水八幡宮護国寺略記 寛喜四年（1232年）法印宗清奥書[注釈 2]
- 類聚国史 巻第一、第五
- 石清水八幡宮権別当田中宗清願文 2巻
- 石清水八幡宮文書 796巻、5幅、21帖、368冊、1,025通、10鋪、11顆 - 平安時代から江戸時代までの間、作成・継承[注釈 3]

焼失した文化財
1947年（昭和22年）2月12日に社務所の火災により、以下6件の旧国宝（現行法の重要文化財に相当）が焼失している。
- 絹本著色八幡宮縁起 2巻 永享五年奥書
- 絹本著色僧形八幡像 松花堂昭乗筆 附:漆塗箱
- 木造男神坐像
- 木造女神坐像
- 太刀 銘助守作
- 法華経 8巻 常子内親王筆

典拠：2000年までの指定物件については『国宝・重要文化財大全 別巻』（所有者別総合目録・名称総索引・統計資料）（毎日新聞社、2000）による。

### 国指定史跡
- 松花堂及びその跡
- 石清水八幡宮境内 - 2012年（平成24年）1月に境内全域が史跡となった。なお、現在は八角堂と八角堂が建っている西車塚古墳は八幡市の所有となっているが、この地は、その歴史的経緯から石清水八幡宮の飛び地境内の扱いとされ、史跡の指定域内に含まれている。

### 京都府指定有形文化財
- 石清水八幡宮 3棟1基（建造物） - 2009年（平成21年）3月24日指定[23]。
  - 摂社石清水社本殿 1棟
  - 摂社石清水社神水舎 1棟
  - 摂社石清水社鳥居 1基
  - 校倉（宝蔵） 1棟
- 石清水八幡宮境内出土品 一括（考古資料） - 2018年（平成30年）3月23日指定[24]。
  - 銅輪宝 6個 - 護国寺跡出土。
  - 真鍮独銛杵 6個 - 護国寺跡出土。

### 京都府指定天然記念物
- 石清水八幡宮御文書庫のクスノキ及び神楽殿のクスノキ - 1986年（昭和61年）4月15日指定[23]。

### 八幡市指定有形文化財
- 松鳩図絵馬（美術工芸品）

## 登場作品
- 『徒然草』 第52段「仁和寺にある法師」
仁和寺の老僧は「一生に一度は石清水八幡宮へ行きたい」と思っていた。ついに石清水八幡宮へ行ったが、麓の高良社や極楽寺を石清水だと思い込んで、そこのみ参拝し、他の人が山を登っていたのに、「神へ参るこそ本意なれと思ひて、山までは見ず」と、自分は登らなかったという話。「すこしのことにも先達はあらまほしきことなり」（小さなことにも案内人が必要）と結ばれている。この話は、よく中学校の教材とされる。この逸話は、男山の山頂の石清水八幡宮の本殿のほかに、麓の摂末社も相当に壮大な造りだったことを示す。
- 『今昔物語集』
- 『源氏物語』 - 「玉鬘」帖で、夕顔の遺児玉鬘が八幡に参詣する。
- 謡曲『弓八幡』
- 謡曲『女郎花』
- 謡曲『放生川』
- 能『小林』
- 能『姨捨』に登場する桂の木が今も残る月見の地「長楽寺」は石清水八幡宮寺の荘園末寺である更級八幡神宮寺（現武水別神社）の支院であったとされる。

## レッドブル・ホーリーライド
レッドブル・ホーリーライドは2010年から行われているマウンテンバイクのダウンヒルレースで2010年と2014年は石清水八幡宮で開催された。

## 備考

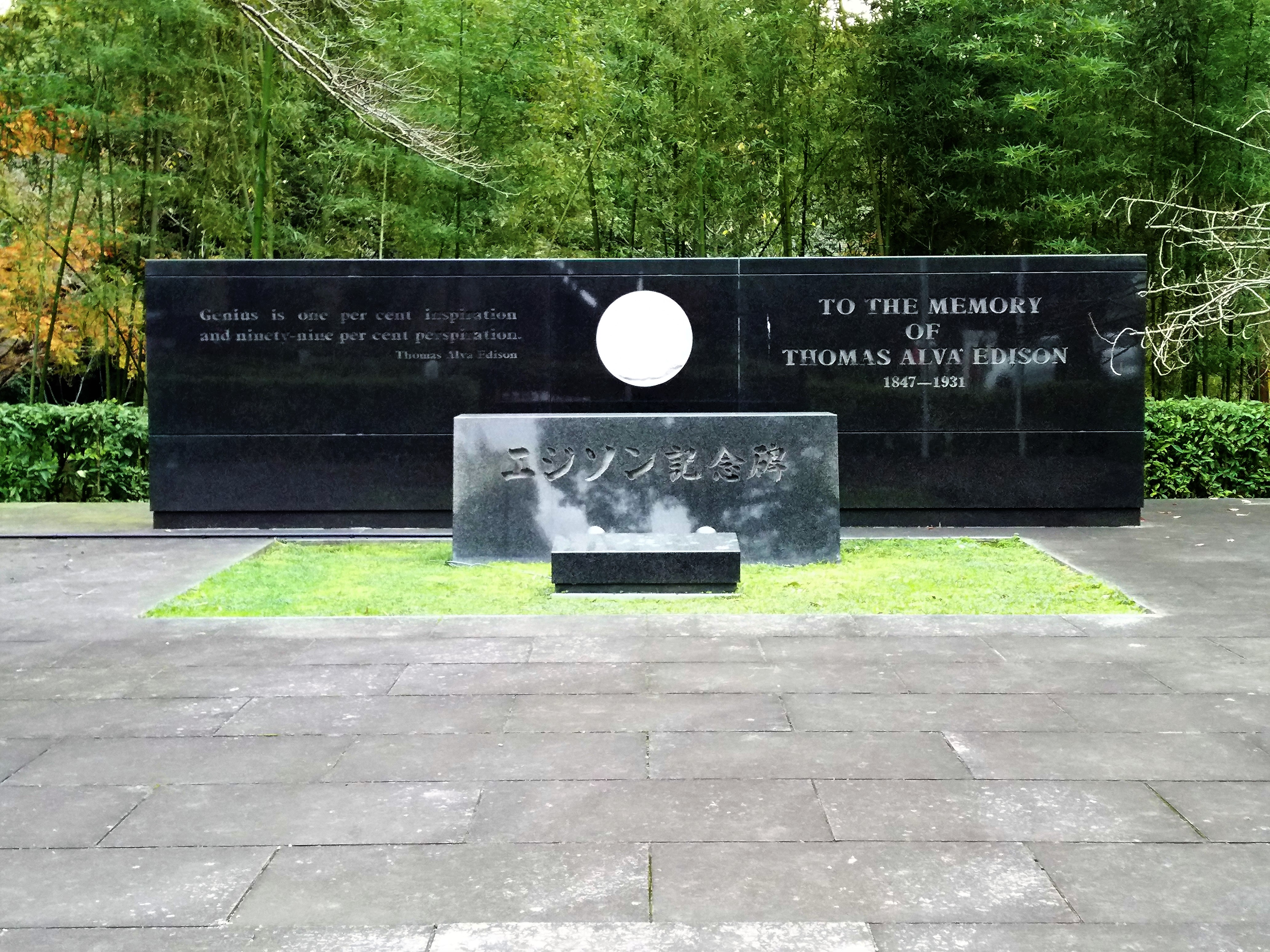
境内にあるエジソン記念碑

- 正平7年（文和元年、1352年）、当社を舞台に南朝・北朝の合戦である「八幡の戦い」が起こった。
- 応永35年（1428年）、室町幕府の6代将軍決定の際、当社でくじを引き足利義教が選ばれた（くじ引き将軍）。
- トーマス・エジソン、白熱電球の改良に際し当社境内の竹を使用したため、境内には記念碑があり、2月11日にはエジソン生誕祭も行われる[15]。
- 2013年（平成25年）の年間参拝者数は1,100,000人[29]。
- 2018年（平成30年）の大阪府北部地震により、参道および本殿前の石灯籠9基が全壊、32基は擬宝珠が落下する被害を受けた[30]。
- レイテ沖海戦（スリガオ海峡海戦）で撃沈された扶桑型戦艦の山城および扶桑の艦内神社だった。

## 前後の札所
神仏霊場巡拝の道
80 中山寺　-　81 石清水八幡宮　-　82 御香宮神社

## 現地情報
所在地
- 京都府八幡市八幡高坊30

交通アクセス
- 下院まで
  - 最寄駅：京阪電鉄京阪本線 石清水八幡宮駅 （徒歩約5分）
  - 駐車場：あり（有料）
- 山上（上院）まで
境内は男山の上にあるため、麓からの参拝にはケーブルまたは徒歩で登る必要がある。
  - 石清水八幡宮駅から
    - ケーブル：石清水八幡宮参道ケーブル ケーブル八幡宮山上駅下車 （徒歩約5分）
    - 徒歩：表参道（約20分）または裏参道（約15分）ほか

男山山上に至るルートはこの他にも複数ある。
  - 駐車場：あり（無料）

初詣期や例大祭などの混雑日以外は、乗用車で山上の本宮のすぐ下で駐車可能。

付属施設
- 青雲寮、レストラン石翠亭、エジソン記念碑、鳩嶺茶園、青少年文化体育研修センター、楠峯館（宿泊）、鳩峯庵（茶室）、清峯殿（式場・会議室・宴会場）など。

## 周辺
- 松花堂 - 境内にあった草庵で、男山南方に移築。境内の跡とともに国の史跡に指定。
- 正法寺 - 当社の社家・志水氏の菩提寺。
- 八角堂 - 鎌倉時代に阿弥陀仏を祀り「阿弥陀堂」とも呼ばれた。もとは三女神社の北西に所在。1870年（明治3年）現在地に移築。
- 飛行神社